# Intel 64
 (décembre 2015).
Si vous disposez d'ouvrages ou d'articles de référence ou si vous connaissez des sites web de qualité traitant du thème abordé ici, merci de compléter l'article en donnant les références utiles à sa vérifiabilité et en les liant à la section « Notes et références ».
Intel 64 autrefois appelé Extended Memory 64-bit Technology (ou EM64T en abrégé) est l'implémentation Intel de l'architecture x86-64, une extension 64-bit de l'architecture IA-32. Voir aussi l'article AMD64 pour les détails architecturaux.

## Historique
L'histoire de ce projet est longue et sinueuse, principalement du fait de la politique interne d'Intel. Elle a commencé avec le nom de code Yamhill, nommé d'après la rivière Yamhill dans la vallée de la Willamette en Oregon. Après plusieurs années durant lesquelles Intel niait qu'un tel projet existait, Intel a finalement admis son existence au début de l'année 2004 et lui a donné le nom de code CT (Clackamas Technology) également d'après une rivière de l'Oregon (la rivière Clackamas, un affluent de la Willamette). Dans les semaines qui ont suivi l'annonce du projet CT, Intel lui a donné différents noms. Après l'IDF du printemps 2004, Intel l'a nommé IA-32E (IA-32 Extensions) puis quelques semaines plus tard Intel s'est décidé pour le nom EM64T. Le porte-parole d'Intel, alors Craig Barrett, a admis que c'était un de leurs secrets les moins bien gardés. Le nom actuel Intel 64 date de fin 2006.

## Processeurs Intel avec support Intel 64 (EM64T)
Le premier processeur Intel qui implémente réellement cette technologie est le processeur de nom de code Nocona et est vendu dans la dernière ligne des derniers processeurs multi-cœur[Quoi ?] Xeon. Puisque le Xeon lui-même est directement basé sur le processeur de bureau Intel, le Pentium 4 ; le Pentium 4 intègre également cette technologie bien que, comme pour l’hyper threading, cette fonctionnalité ne soit pas initialement activée dans le nouveau design du Prescott.
Intel a depuis commencé la commercialisation des Pentium 4 avec l'EM64T activé, dans la révision E0 du cœur Prescott, alors mis sur le marché en tant que Pentium 4 modèle F. La révision E0 ajoute aussi à EM64T le support de XD (eXecute Disable), le nom Intel pour le bit NX qui devrait être bientôt porté sur le design Nocona. Toutes les séries 8xx/6xx/5x6/5x1/3x6/3x1 de processeurs sont activées avec EM64T, comme le seront les futurs processeurs Intel de la famille x86. En juin 2005, aucun des processeurs Intel pour portable (que ce soit la famille Pentium M, la famille bon marché Celeron M ou les processeurs Intel Pentium 4 Mobile de moyenne gamme) ne supporte l'EM64T. Le premier dérivé du Pentium M supportant EM64T est le double-cœur Merom sorti le second semestre 2006, sous la famille Core 2.

## Différences entre l'AMD64et l'Intel 64
Bien qu'étant largement compatible au niveau binaire, Intel ne peut pas intégrer une technologie sous licence AMD sans en payer le prix. C'est pourquoi il existe de subtiles différences entre les deux implémentations, notamment en termes d'instructions (par exemple, CMPXCHG16B fut ajouté par Intel). Toutefois, les compilateurs savent s'en accommoder et produire des exécutables qui fonctionnent sans modification sur les deux architectures.
Un autre point important est l'intégration par la société AMD du Northbridge des cartes mères, chargé d'effectuer les échanges mémoire avec le processeur, directement dans le microprocesseur. Cette modification a également permis de beaucoup réduire les temps de latence entre le microprocesseur et la mémoire, et d'en augmenter fortement la bande passante.

## Implémentations
- Core i9
- Core i7
- Core i5
- Core i3
- Core 2 Quad vPro
- Core 2 Quad
- Core 2 Extreme
- Core 2 Duo vPro
- Core 2 Duo
- Centrino 2 vPro
- Centrino 2
- Xeon Série 7xxx
- Xeon Série 5xxx
- Xeon Série 33xx
- Xeon LV
- Série 9xx
- Série 8xx
- Pentium Dual Core
- Pentium D
- Pentium 4 720 Extreme Edition
- Série 6xx
- Pentium 4 524
- Pentium 4 (Depuis la gamme Prescott)
- Série 5x6
- Série 5x1
- Celeron D 355
- Celeron D 331
- Série 3x6
- Série 3x1